# Jaguar XJ13
Jaguar XJ13 var en prototype racerbil udviklet af af Jaguar Engineering direktør William Heynes for at deltage i Le Mans i midten af 1960'erne.
Den blev aldrig brugt i motorsport, og der blev kun produceret ét eksemplar. Bilen er ikke blevet officielt vurderet, men et bud på £7 mio. blev afvist af ejerne i 1996. Dette var mere end tre gange så meget som prisen på den meget eftertragtede og værdifulde Ferrari 250 GTO på dette tidspunkt.